# Budapest Challenger 1994
Il Budapest Challenger 1994 è stato un torneo di tennis facente parte della categoria ATP Challenger Series nell'ambito dell'ATP Challenger Series 1994. Il torneo si è giocato a Budapest in Ungheria dal 16 al 22 maggio 1994 su campi in terra rossa.

## Vincitori

### Singolare
Hernán Gumy ha battuto in finale  Francisco Montana con il punteggio di 6–4, 6–2

### Doppio
João Cunha e Silva /  Nuno Marques hanno battuto in finale  Gábor Köves /  László Markovits con il punteggio di 6–7, 6–4, 7–6